# William Frederick Denning
William Frederick Denning, född 25 november 1848, död 9 juni 1931, var en brittisk astronom.
Denning har upptäckt flera kometer, bland dem 2 kortperiodiska, nämligen kometen 1881 V med en omloppstid av 8,7 år och kometen 1894 I med en omloppstid på 7,4 år. Mest känd är Denning för sina undersökningar över stjärnfall och sina förteckningar över deras radiationspunkter. Denning tilldelades Valzpriset 1895.
Asteroiden 71885 Denning är uppkallad efter honom. Han har även får en krater på månen (Denning) och en på Mars (Denning) uppkallade efter sig.

## Upptäckter
| 72P/Denning–Fujikawa (1881 V) | 4 oktober 1881  |
| C/1890 O2                     | 1890            |
| C/1891 F1                     | 1891            |
| C/1892 F1                     | 1892            |
| D/1894 F1 (1894 I)            | 1894            |
| V476 Cygni                    | 24 augusti 1920 |